# 음성소방서
음성소방서(陰城消防署, Eumseong Fire Station)는 충청북도 음성군을 관할하는 충청북도 소방본부 산하의 소방서이다.
소방서장은 소방정으로 보한다.

## 조직
| - 소방행정과 - 소방행정팀 - 예산장비팀 | - 대응구조구급과 - 대응구조구급팀 - 지휘조사팀 | - 예방안전과 - 예방안전팀 - 민원지도팀 |

## 관할센터 및 관할구역
음성소방서는 5개의 119안전센터와 1개의 구조대를 산하에 두고 있다.
| 명칭                 | 사진 | 주소               | 관할구역               | 지역대                                  |
| -------------------- | ---- | ------------------ | ---------------------- | --------------------------------------- |
| 중앙119안전센터      |      | 금왕읍 응천서길 11 | 금왕읍, 맹동면         | 맹동119지역대                           |
| 음성119안전센터      |      | 음성읍 음성로 122  | 음성읍, 원남면, 소이면 | 원남119지역대(폐쇄) 소이119지역대(폐쇄) |
| 대소119안전센터      |      | 대소면 오산로 74   | 대소면                 |                                         |
| 감곡119안전센터      |      | 감곡면 음성로 2652 | 감곡면, 생극면         | 생극119지역대(폐쇄)                     |
| 삼성119안전센터      |      | 삼성면 금일로 831  | 삼성면                 |                                         |
| 음성소방서 119구조대 |      | 금왕읍 응천서길 11 | 충청북도 음성군 일원   |                                         |

## 같이 보기
- 대한민국 소방청
- 대한민국의 소방
- 소방관 계급